# Reichsstädtisches Archiv

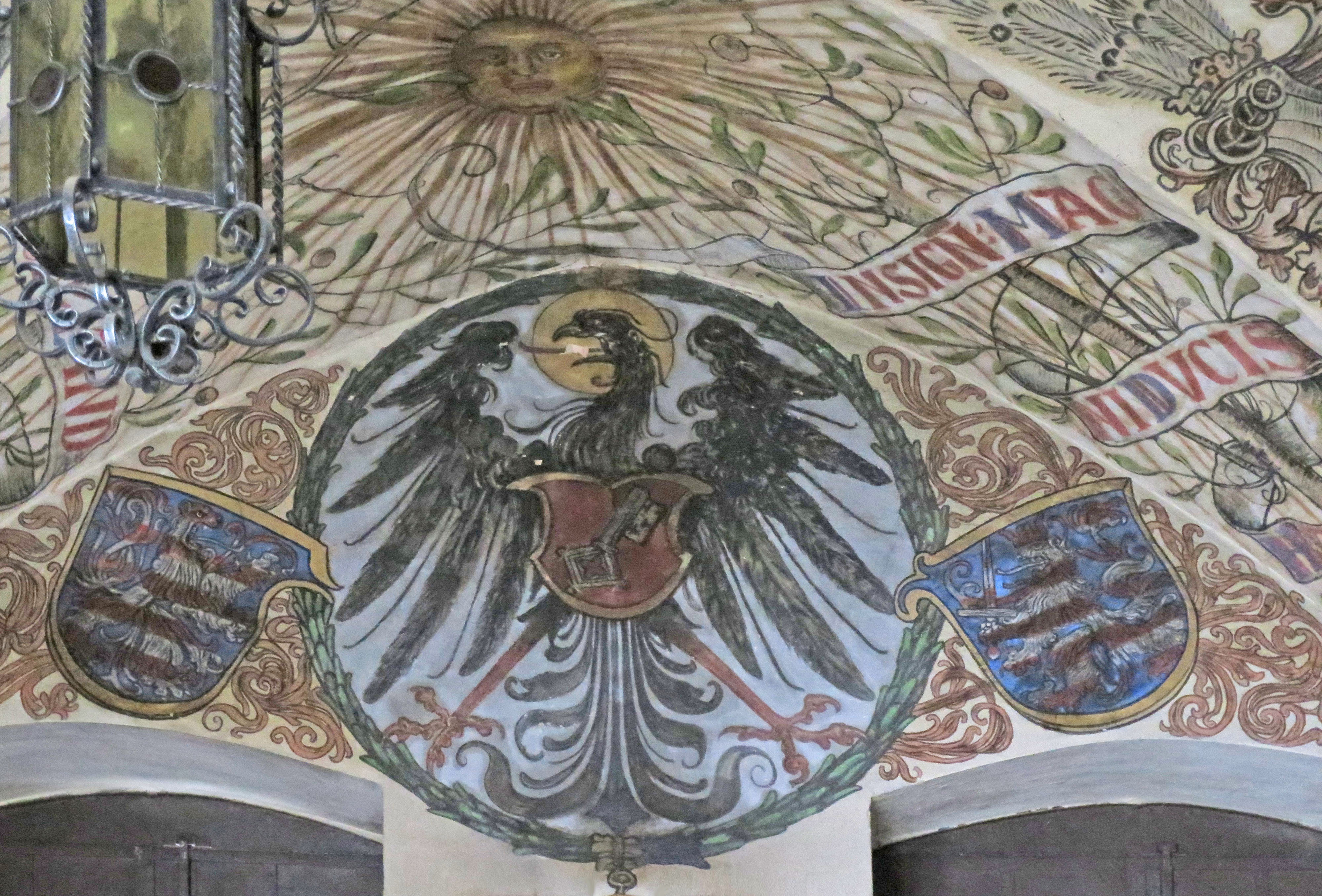
Reichsadler, Gewölbeausmalung

Das Reichsstädtische Archiv in Worms ist Teil des Stadtarchivs Worms.

## Anfang
1880 initiiert, konnte das Stadtarchiv von 1881 bis 1884 neu geordnet werden, als der Wormser Lederindustrielle Cornelius Wilhelm von Heyl zu Herrnsheim sich bereiterklärte, das zu finanzieren. Der Basler Privatdozent für Geschichte, Heinrich Boos (1851–1917), erhielt den Auftrag dafür. Anlass war ein in dieser Zeit zunehmendes historisches Bewusstsein der bürgerlichen Öffentlichkeit in Worms. Etwa gleichzeitig wurde der Altertumsverein gegründet (1879) und das Museum eröffnet (1881).

## Gebäude
Die neu verzeichneten Urkunden und Akten erhielten einen repräsentativen Platz im Archivgewölbe des Rathauses – dem Reichsstädtischen Archiv – das dafür baulich angepasst wurde. Diese Räume sind im Rathaus von Worms, das aus unterschiedlichen Bauteilen verschiedener Jahrhunderte besteht, die letzten noch stehenden mittelalterlichen Strukturen.
An der Neugestaltung der Räume mit fest eingebauten, handwerklich aufwändig gestalteten Archivschränken waren Gabriel Seidl – später geadelt und in den Jahren vor 1885 mit dem Bau des (damals) neuen Rathausflügels beauftragt – sowie Lorenz Gedon befasst. Die Wand- und Deckenmalerei stammen von Otto Hupp und haben vornehmlich heraldische Motive. Finanziert wurde auch das von Cornelius Wilhelm von Heyl. Die Räume dienten auch der Repräsentation der Stadt und ihres Selbstbewusstseins: Anlässlich des Besuchs von Zar Nikolaus II. in Worms 1899 wurde ihm auch das Reichsstädtische Archiv gezeigt.

## Weitere Entwicklung
Ursprünglich war im Reichsstädtischen Archiv das gesamte Archivmaterial bis zum Ende des Alten Reiches untergebracht. Nachdem das Archiv weiter wuchs, wurden Teile an anderer Stelle magaziniert, etwa in der Stadtbibliothek. Den Luftangriffen auf Worms hielt das mittelalterliche Gewölbe des Reichsstädtischen Archivs stand, während die übrigen Gebäudeteile des Rathauses bis auf die Außenmauern zerstört wurden. So blieb die Ausmalung erhalten.
Heute dienen die historischen Räume weiter dazu, einen Teil der Archivalien des Stadtarchivs aufzubewahren.